# Belagerungsgeld von Khartum

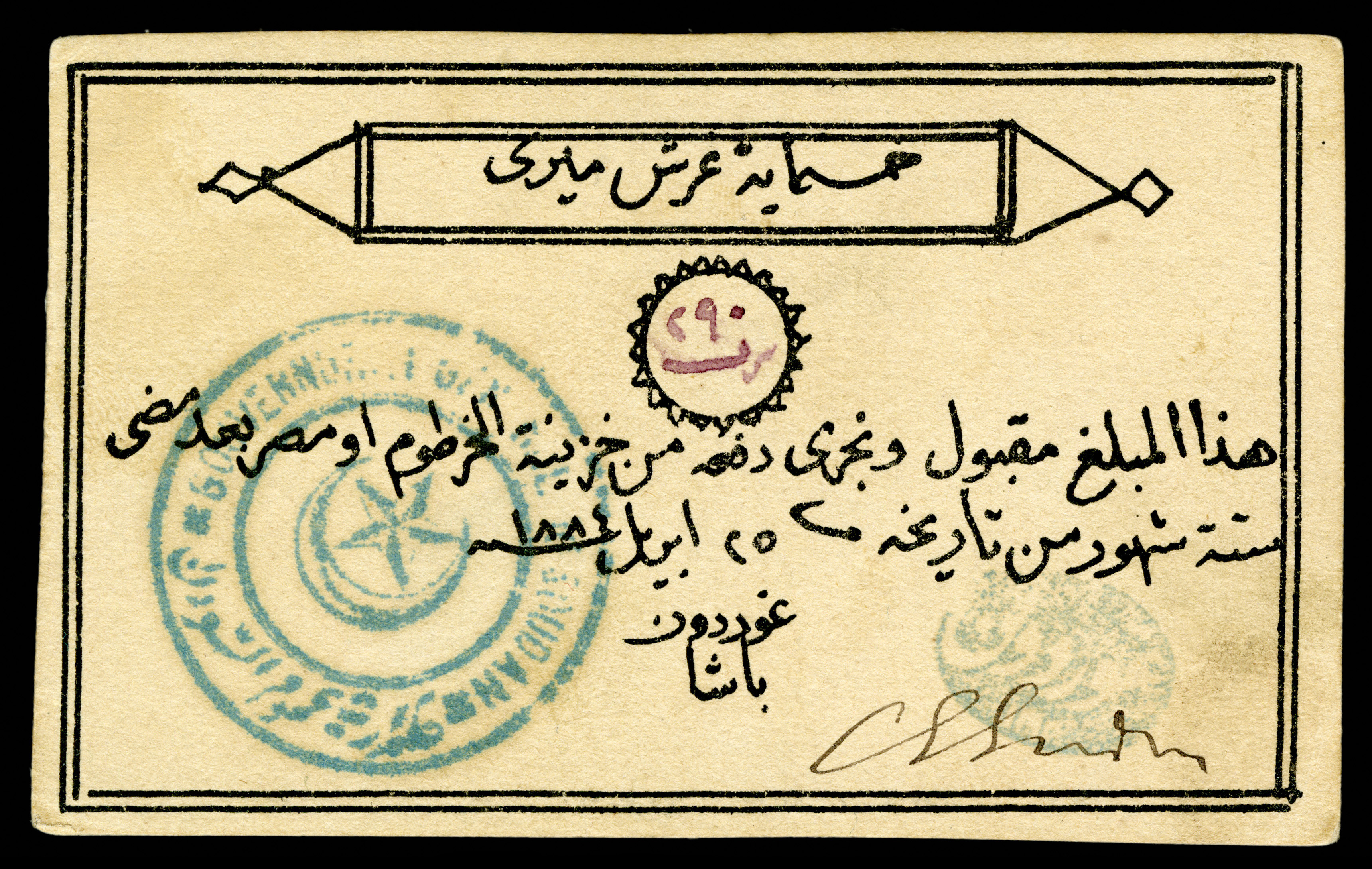
Notgeldschein zu 500 Piaster, rechts unten die eigenhändige Unterschrift von Charles George Gordon

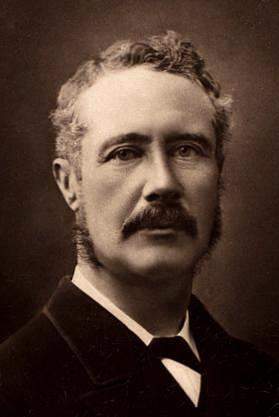
Charles George Gordon, genannt Gordon Pascha, um 1880

Das Belagerungsgeld von Khartum ist ein Geldersatzmittel, das der Generalgouverneurs des ägyptischen Sudan, Charles George Gordon, im Jahr 1884 während der Belagerung von Khartum in eigener Verantwortung zur Aufrechterhaltung des Wirtschaftslebens in Khartum ausgegeben hat.

## Historischer Hintergrund
Während des Mahdi-Aufstandes zwischen 1881 und 1899 kam es zur Belagerung von Khartum, die vom 12. März 1884 bis zum 26. Januar 1885 währte und mit der Erstürmung der Stadt durch die Rebellen unter dem selbsternannten Mahdi Muhammad Ahmad endete. Der britische Major General Charles George Gordon war im Januar 1884 von der ägyptischen Regierung zum Generalgouverneur (hikimdar) des Sudan mit exekutiven Vollmachten ernannt worden. Am 18. Februar 1884 erreichte Gordon Khartum. Während des folgenden Monats konnte er die Evakuierung von etwa 2500 Frauen, Kindern, Kranken und Verwundeten nach Ägypten organisieren. Ab dem 12. März 1884 war die Garnison mit etwa 7000 ägyptischen Soldaten eingeschlossen, konnte aber die Kommunikation mithilfe von Kurieren aufrechterhalten. Ende April erfolgte die Ausgabe des ersten Belagerungsgeldes, die Geldscheine hatten das Datum des 25. April 1884 aufgedruckt. Unter dem Druck der britischen Öffentlichkeit entsandte die Regierung zu Gordons Rettung die Gordon Relief Expedition. Zu der von General Garnet Wolseley kommandierten Truppe gehörte das aus vier Regimentern bestehende Camel Corps. Es erreichte Khartum am 28. Januar 1885, doch die Garnison war zwei Tage zuvor gefallen und Gordon getötet worden.

## Geldgeschichtlicher Hintergrund
Im Rahmen von bewaffneten Auseinandersetzungen kam es immer wieder zu Belagerungen. Die von der Außenwelt abgeschnittenen Orte oder Festungen benötigten zur Entlohnung der Soldaten oder zur Aufrechterhaltung des Wirtschaftslebens Zahlungsmittel, die jedoch nicht hinreichend vorhanden waren und auch nicht in den belagerten Ort gebracht werden konnten. In dieser Situation wurden aus edlem Metall, das wie im Fall der Jülicher Notklippen auch aus eingeschmolzenem oder zerschnittenem Tafelsilber oder liturgischem Gerät stammen konnte, Notmünzen geprägt oder ein Wertstempel aufgebracht. Diese Notmünzen waren durch den Wert des enthaltenen Edelmetalls abgesichert.
Bereits im späten 15. Jahrhundert gab es Belagerungsscheine als Geldersatzmittel. Viele dieser Notgeldscheine wurden von den militärischen Kommandeuren ausgegeben, trugen ihre Unterschrift, und waren nur mit der Reputation des Unterzeichners abgesichert. Im Falle einer militärischen Niederlage konnte keine Einlösung erwartet werden.

## Umstände der Ausgabe
Auch das von Gordon ausgegebene Belagerungsgeld war kein gesetzliches Zahlungsmittel, sondern ein typisches Notgeld. Der erste Ausgabetag war der 26. April 1884. An diesem Tag wurden Geldscheine im Wert von 2.500 Ägyptisches Pfund ausgegeben, die in sechs Monaten rückzahlbar waren. Bis zum 30. Juli 1884 war der Gegenwert der ausgegebenen Geldscheine auf 26.000 Pfund gestiegen. Hinzu kamen 50.000 Pfund, die Gordon von Händlern geliehen hatte. Bis zum Fall der Garnison wurden 91.700 Geldscheine im Gegenwert von 168.500 Pfund gedruckt, von ihnen waren 50.000 mit der eigenhändigen Unterschrift Gordons versehen. Die anfänglich mangelnde Akzeptanz der Scheine wurde rasch überwunden und später kam es sogar zu Fälschungen. Aufgrund des enormen Zeitaufwands für die handschriftliche Gegenzeichnung der Banknoten wurde nach einiger Zeit damit begonnen, die Geldscheine mit hektographierten Unterschriften zu versehen. Diese Scheine wurden von der Bevölkerung wegen der fehlenden Unterschrift des Großen Gordon als minderwertig angesehen, so dass Gordon bald wieder zu eigenhändigen Unterschriften zurückkehrte. Einige Wertstufen sind daher mit einer hektografierten Unterschrift seltener.
Charles Gordon selbst gab in einem Tagebucheintrag vom 18. November 1884 an, dass er als Privatperson für die Einlösung des Papiergelds hafte, und dass jeder Inhaber eines Geldscheins ihn auf die Auszahlung des Nennwerts verklagen könne. Es sei aber eine offene Frage, ob die Behörden in Kairo die Auszahlung verweigern könnten. Die Geldscheine seien im Wert stabil. Zurückliegende Versuche, sie mit einem Abschlag aufzukaufen, seien gescheitert. Auch dies zeige, wie sehr die Bewohner Khartums Gordon vertrauten. Die britische Regierung hat zu einem späteren Zeitpunkt erklärt, dass sie für die von Gordon ausgegebenen Geldscheine haftet.
Frank Power, ein im belagerten Khartum anwesender irischer Journalist, notierte am 28. April 1884, dass Charles Gordon Nahrungsmittel an die Bedürftigen ausgeben lasse. Er gebe Geldscheine aus, die von den Händlern akzeptiert würden und mit denen er daher seine Soldaten bezahlen könne. Am 30. Juli 1884 schrieb Power, dass Charles Gordon dringend Geld benötigte. Die ihm aus Kairo geschickten Banknoten seien nicht angekommen. Gordon habe Geldscheine im Gegenwert von 50.000 Pfund ausgegeben.
Der Druck erfolgte in einer Druckerei in Khartum, die unter ägyptischer Herrschaft irgendwann zwischen 1825 und 1877 eingerichtet wurde, um amtliche Drucksachen herzustellen. Nach der Einnahme Khartums durch die Mahdisten wurden in dieser Druckerei religiöse Schriften gedruckt.

## Beschreibung
Die Geldscheine sind rechteckig und bestehen aus Pappe mit einem mehrzeiligen Aufdruck, ausschließlich in arabischer Schrift. Der gesamte Aufdruck ist am Rand von einer doppelten Linie umgeben. Ganz oben befindet sich die Wertangabe in arabischer Schrift in einem liegenden Rechteck. Darunter ist eine geometrische Form mit innen liegender arabischer Seriennummer des Scheins aufgedruckt. Die unterschiedlichen Formen des Feldes dienen Sammlern, die der arabischen Sprache nicht mächtig sind, zur Unterscheidung der Wertstufen. Es folgen der zweizeilige arabische Aufdruck und darunter die kurze arabische Angabe von Datum und Ort sowie rechts daneben die eigenhändige oder hektographierte Unterschrift Gordons. Die Geldscheine im Nennwert von 100 Piaster oder mehr tragen zusätzlich einen Handstempelaufdruck in französischer und arabischer Sprache des Gouvernorat General du Soudan.
Die Geldscheine sind, abhängig von den Wertstufen, selten mit knapp über Tausend erhaltenen Exemplaren, bis extrem selten mit weniger als einem halben Dutzend erhaltenen Scheinen. Mehrere Sonderformen, handschriftliche Anweisungen Gordons zur Auszahlung abweichender Beträge, sind Unikate.

### Erste Ausgabe, vom 25. April 1884
- 1 Piaster: die Scheine sind im Unterschied zu den anderen der ersten Ausgabe kürzer, fast quadratisch. Das Feld mit der Seriennummer ist unregelmäßig und hat annähernd die Form einer liegenden Raute. Die Scheine tragen vorderseitig das Siegel und die eigenhändige Unterschrift Charles Gordons. Diese Wertstufe ist extrem selten, mit nur wenigen erhaltenen Exemplaren;[10]
- 5 Piaster: das Feld mit der Seriennummer ist ein liegendes Halboval, mit der Schnittfläche unten und einer mit Akanthuswerk verzierten bogenförmigen Begrenzung. Die Scheine tragen vorderseitig das Siegel und die eigenhändige oder hektografierte Unterschrift Charles Gordons. Es sind etwa 40 Scheine bekannt;[10]
- 10 Piaster: das Feld mit der Seriennummer ist ein liegendes Oval, dessen Begrenzung aus alternierenden Kreisen und Winkeln besteht. Die Scheine tragen vorderseitig das Siegel und die eigenhändige oder hektografierte Unterschrift Charles Gordons. Es sind etwa 185 Scheine bekannt;[10]
- 20 Piaster: das Feld mit der Seriennummer ist ein liegendes Halboval, mit der glatten Schnittfläche nach oben und einer aus abwechselnd nach innen und außen gerichteten Winkeln und Punkten bestehenden bogenförmigen Begrenzung. Die Scheine tragen vorderseitig das Siegel und die eigenhändige oder hektografierte Unterschrift Charles Gordons. Es sind etwa 425 Scheine bekannt;[10]
- 100 Piaster: das Feld mit der Seriennummer ist ein liegendes Oval, dessen unregelmäßige Begrenzung aus einer umlaufenden Wellenlinie und kleinen Kreisen besteht. Die Scheine tragen vorderseitig das Siegel und die eigenhändige oder hektografierte Unterschrift Charles Gordons. Es sind etwa 1250 Scheine bekannt;[10]
- 500 Piaster: das Feld mit der Seriennummer ist ein Kreis mit sägezahnartig nach außen gerichteten Zacken. Die Scheine tragen vorderseitig das Siegel und die eigenhändige oder hektografierte Unterschrift Charles Gordons. Es sind etwa 230 Scheine bekannt;[10]
- 1000 Piaster: das Feld mit der Seriennummer ist ein liegendes Oval, dessen unregelmäßige Begrenzung aus alternierenden kleinen Kreisen und senkrechten Strichen besteht. Die Scheine tragen vorderseitig das Siegel und die eigenhändige oder hektografierte Unterschrift Charles Gordons. Es sind etwa 100 Scheine bekannt;[10]
- 2000 Piaster: das Feld mit der Seriennummer ist ein liegendes Rechteck mit sägezahnartig nach außen gerichteten Zacken. Die Scheine tragen vorderseitig das Siegel und die eigenhändige oder hektografierte Unterschrift Charles Gordons. Es sind etwa 55 Scheine bekannt;[10]
- 2500 Piaster: das Feld mit der Seriennummer ist ein liegendes Halboval, mit der Schnittfläche unten, einer nicht verzierten bogenförmigen Begrenzung und einem halbkreisförmig ausgeschnittenen Segment oben. Die Scheine tragen vorderseitig das Siegel und die stets hektografierte Unterschrift Charles Gordons. Es sind etwa 1050 Scheine bekannt;[10]
- 5000 Piaster: das Feld mit der Seriennummer ist eine liegende Raute. Die Scheine tragen vorderseitig das Siegel und die stets hektografierte Unterschrift Charles Gordons. Es sind etwa 200 Scheine bekannt;[10]
- 50 Ägyptische Pfund: das Feld mit der Seriennummer ist eine liegende Raute. Die Scheine tragen vorderseitig das Siegel und die stets hektografierte Unterschrift Charles Gordons. Es sind etwa 12 Scheine bekannt;[10]

### Handschriftliche Geldscheine
Der für Banknoten aller Länder maßgebliche Sammlerkatalog Standard Catalog of World Paper Money. Specialized Issues führt neben den Standard-Banknoten ein handschriftliches Dokument als Banknote auf, das von George Gordon mit dem Datum 25. April 1884 versehen und eigenhändig unterzeichnet wurde. Das Dokument ist mit B. P. £20 überschrieben, darunter ist, durch einen Querstrich getrennt, die Seriennummer 21.254 angegeben. Es folgt ein vierzeiliger Text in französischer Sprache, dem zufolge der Schein nach sechs Monaten auszuzahlen sei, und zweizeilig Datum und Unterschrift Le 25 Avril 1884. / Signée: Gordon Pascha. Bei dem Geldschein handelt es sich wahrscheinlich um ein Unikat.
Ein weiteres handschriftliches Dokument Gordons aus dem Jahr 1884 ist an den Gouverneur (mudir) von Dongola gerichtet. Der Inhaber Abdullah sei mit Telegrammen geschickt worden, die der Gouverneur übernehmen und an ihre Bestimmungsorte weiterleiten solle. Der Bote solle 15 Pfund erhalten.

### Zweite Ausgabe, vom 1. August 1884
Es gibt nur Geldscheine zu 100 Piaster, die sich von den früheren Ausgaben durch das kleinere Format 63 × 87 mm, einen mit Kreissegmenten verzierten Rahmen, die Wertangabe „100“ am Oberrand und die vierzeilige arabische Aufschrift unterscheiden. Das Feld mit der Seriennummer ist ein liegendes Halboval, mit der Schnittfläche unten und einer mit Akanthuswerk verzierten bogenförmigen Begrenzung. Die Scheine tragen vorderseitig das Siegel und die hektografierte Unterschrift Charles Gordons. Es sind nur sehr wenige Scheine bekannt.

Ausgabe vom 25. April 1884
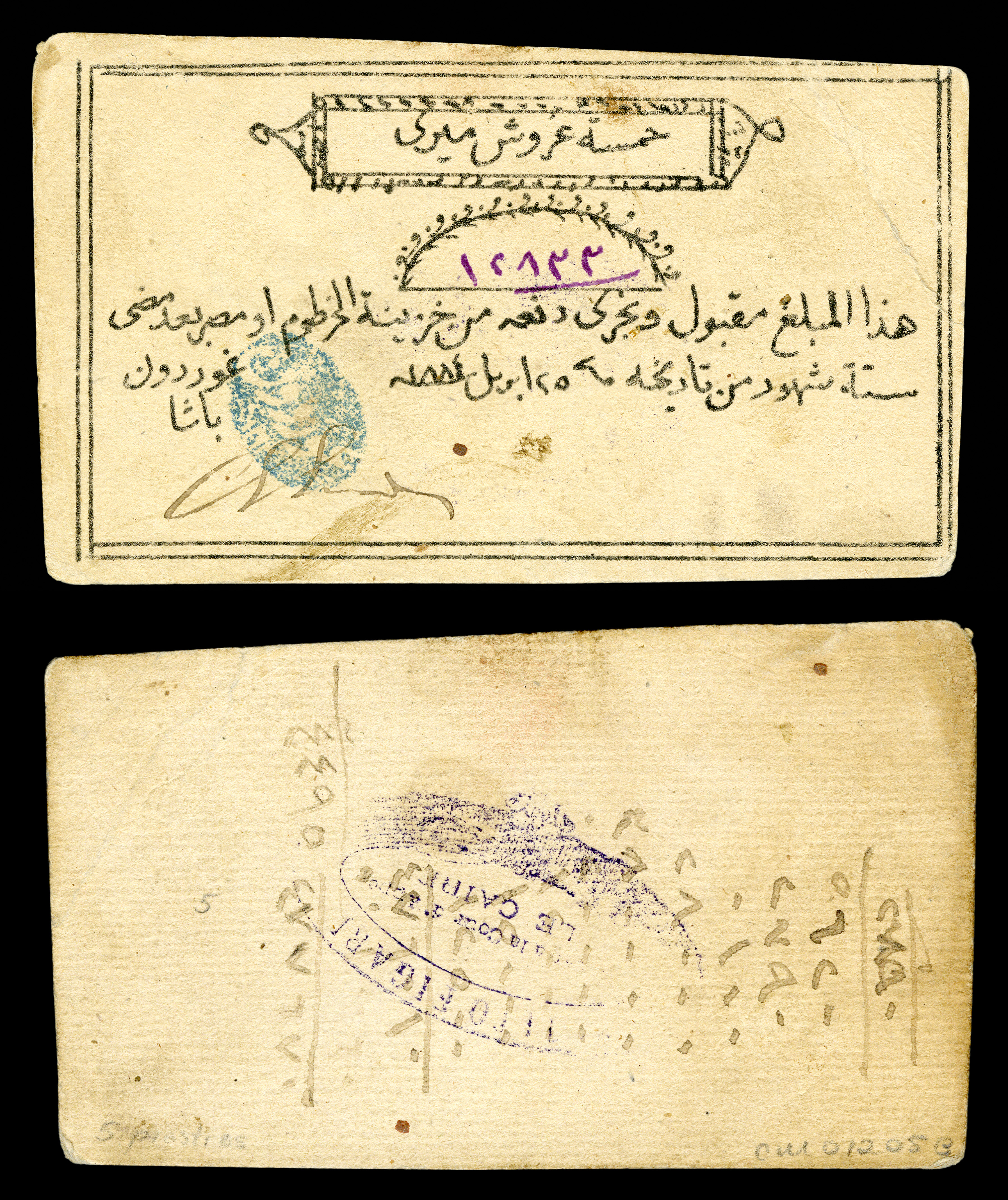
5 Piaster
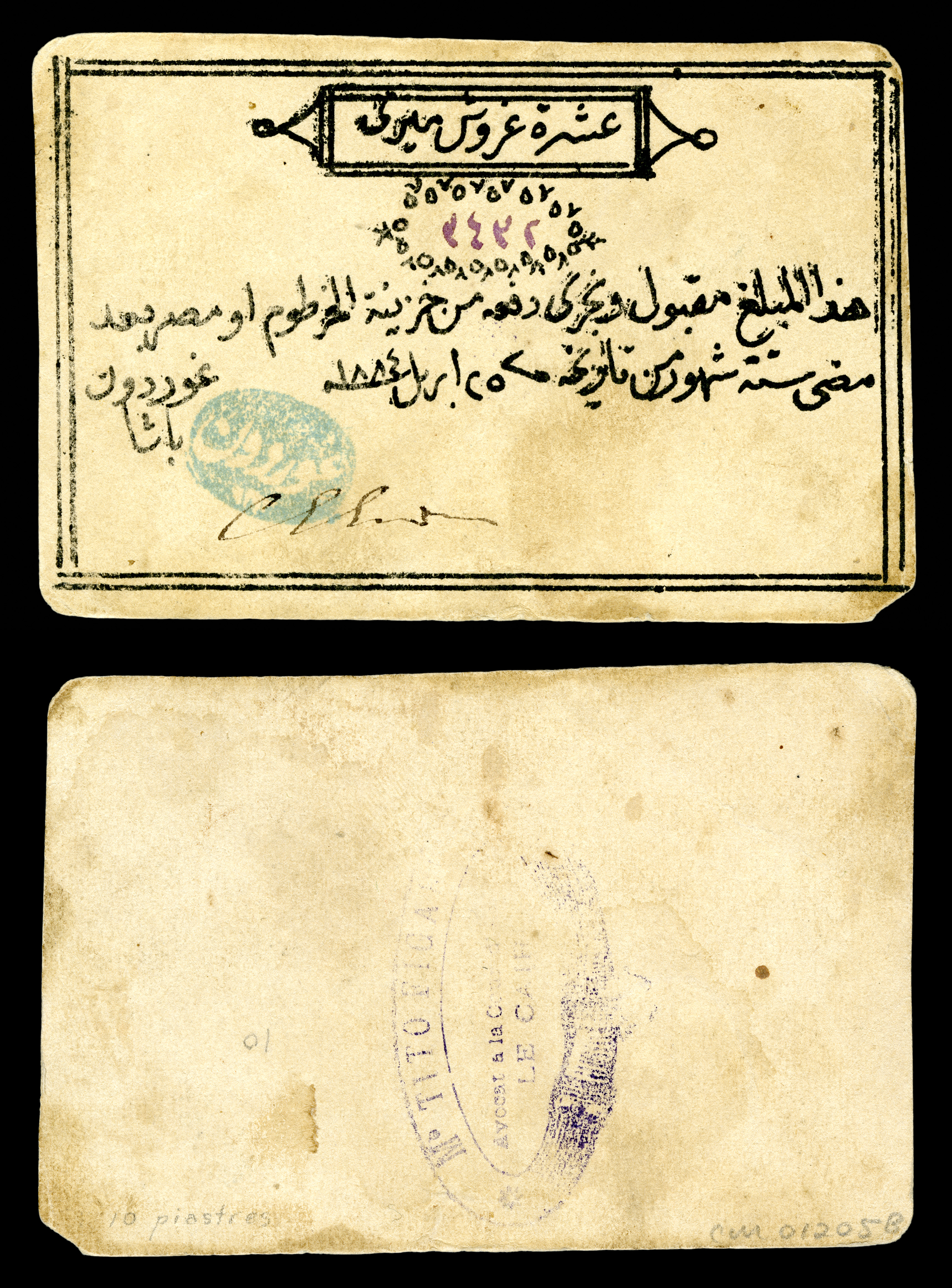
10 Piaster
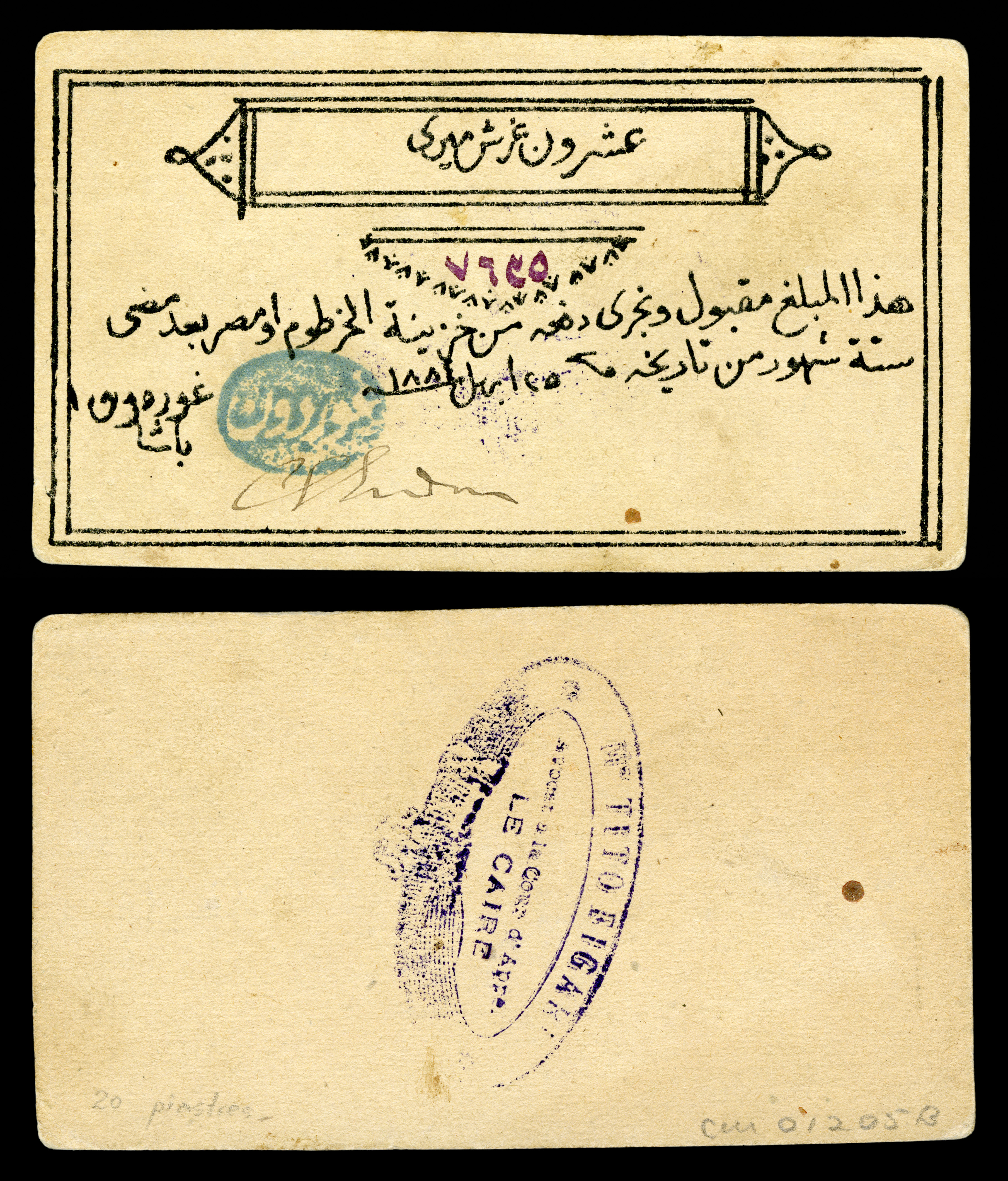
20 Piaster
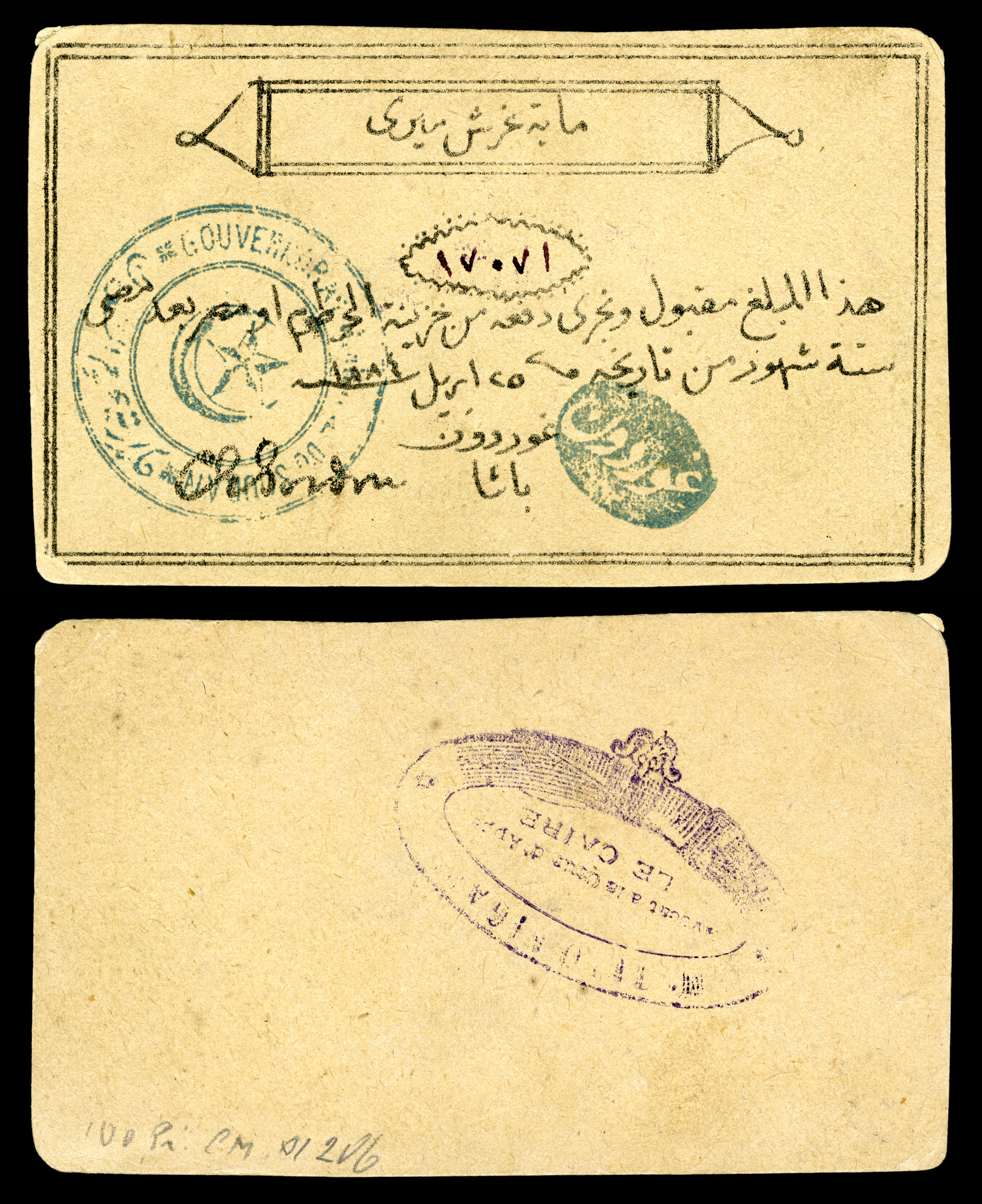
100 Piaster
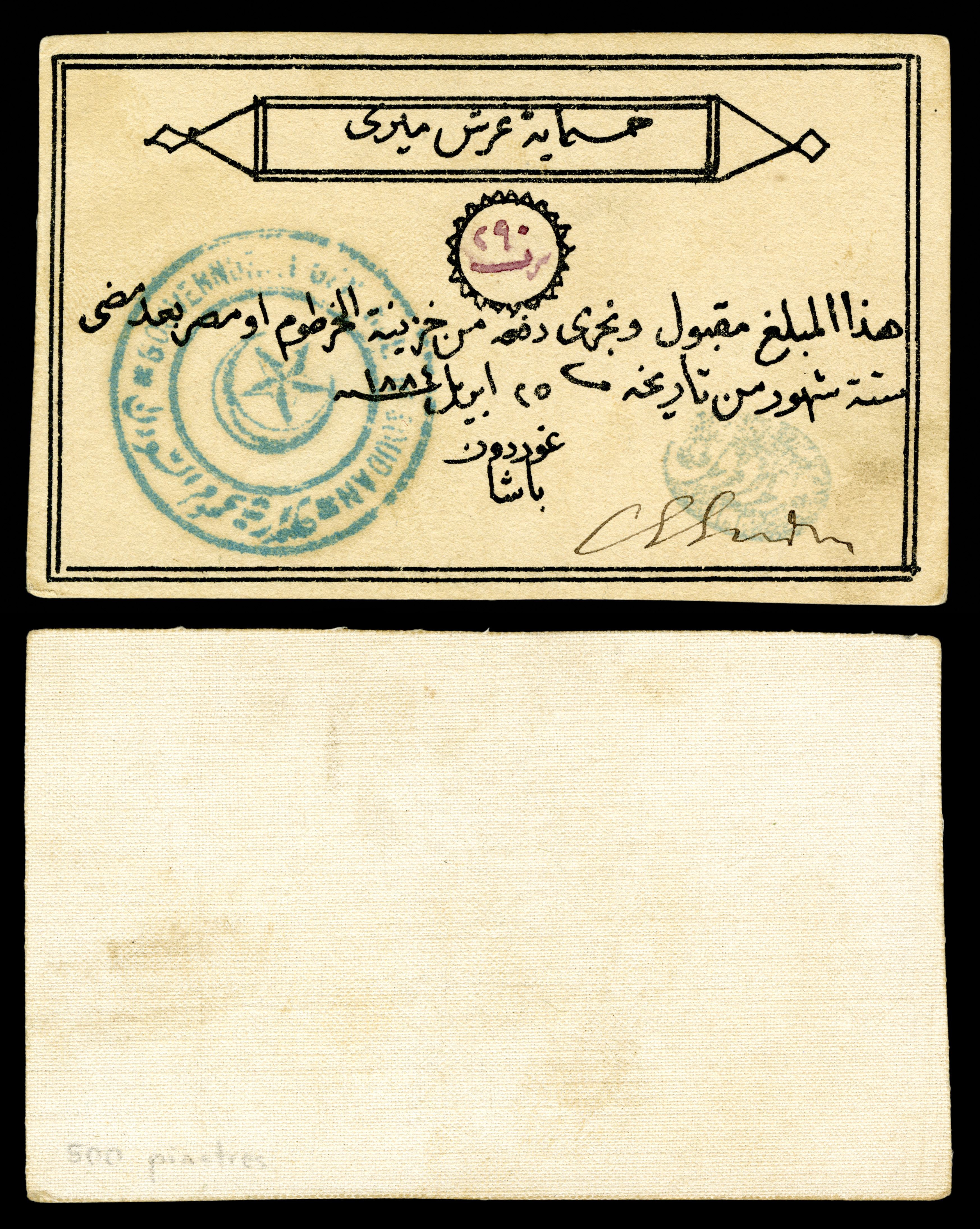
500 Piaster
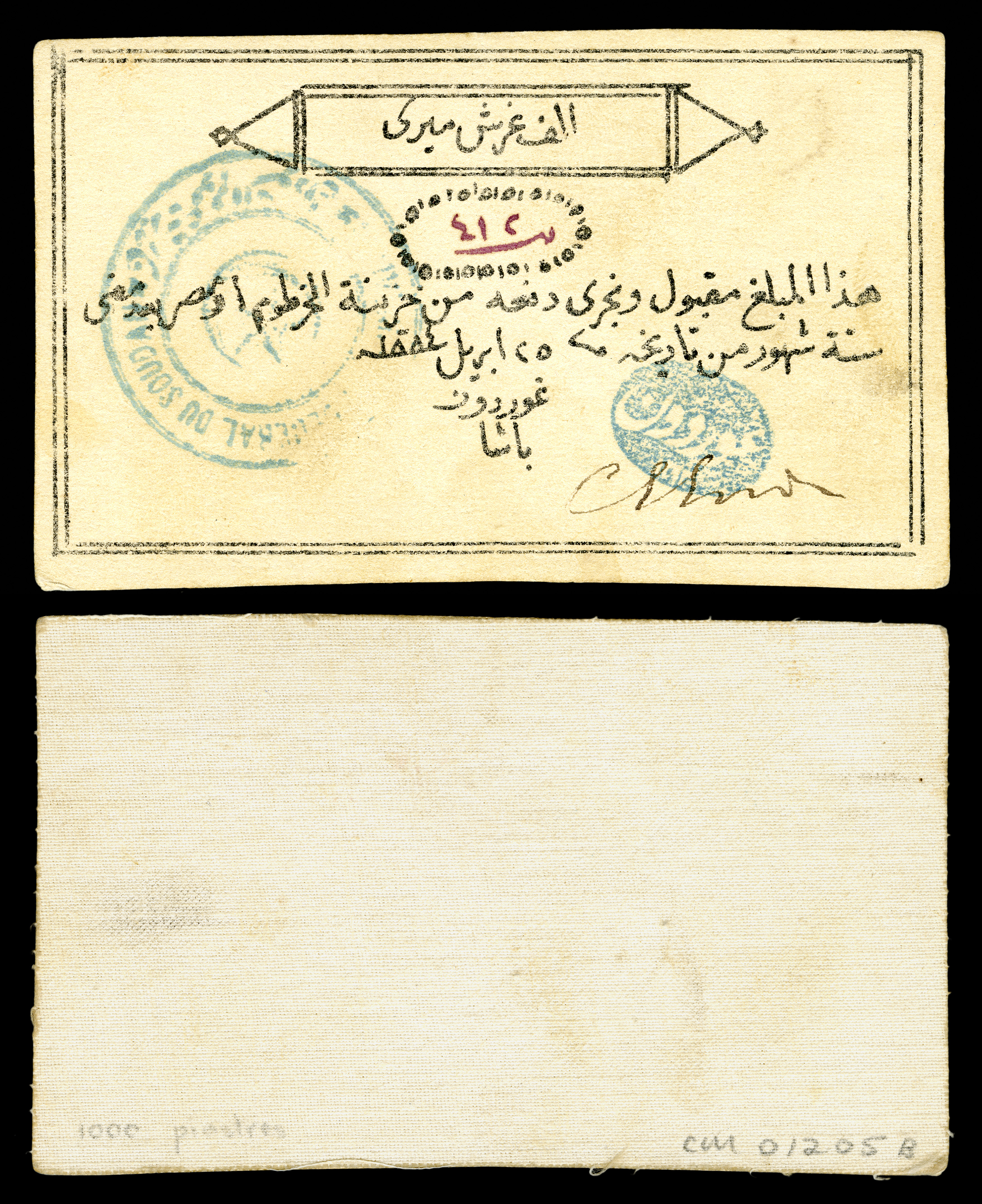
1000 Piaster
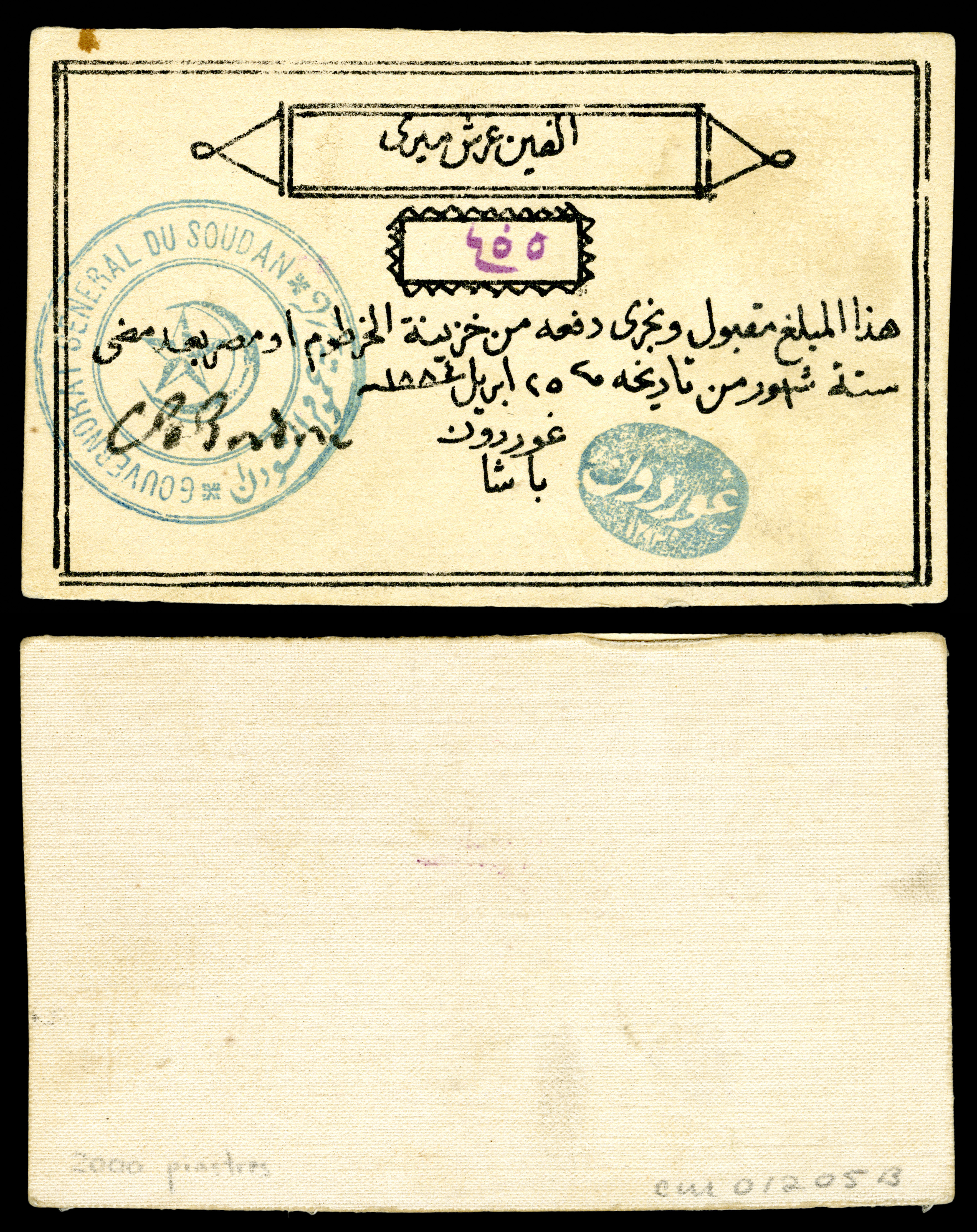
2000 Piaster
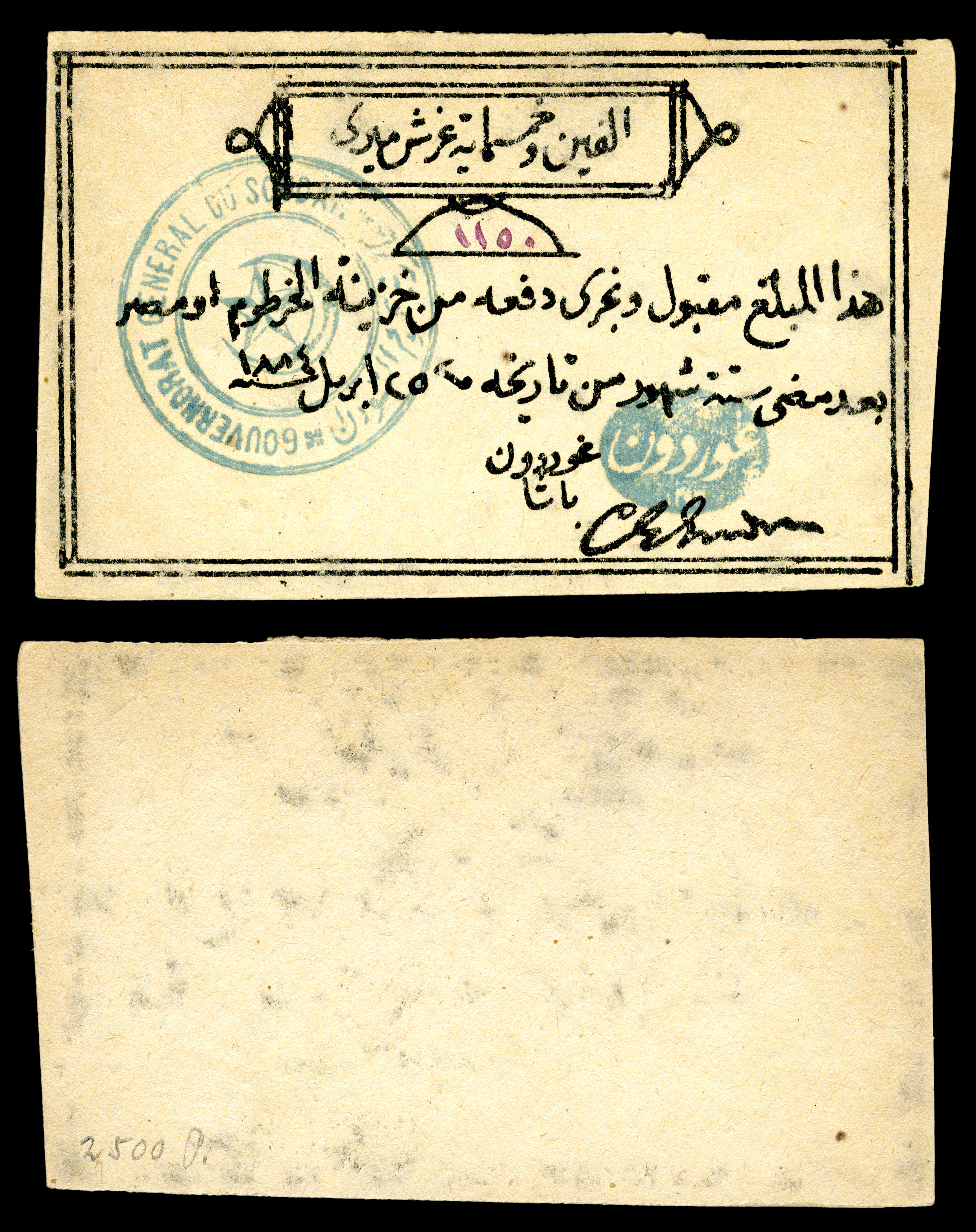
2500 Piaster
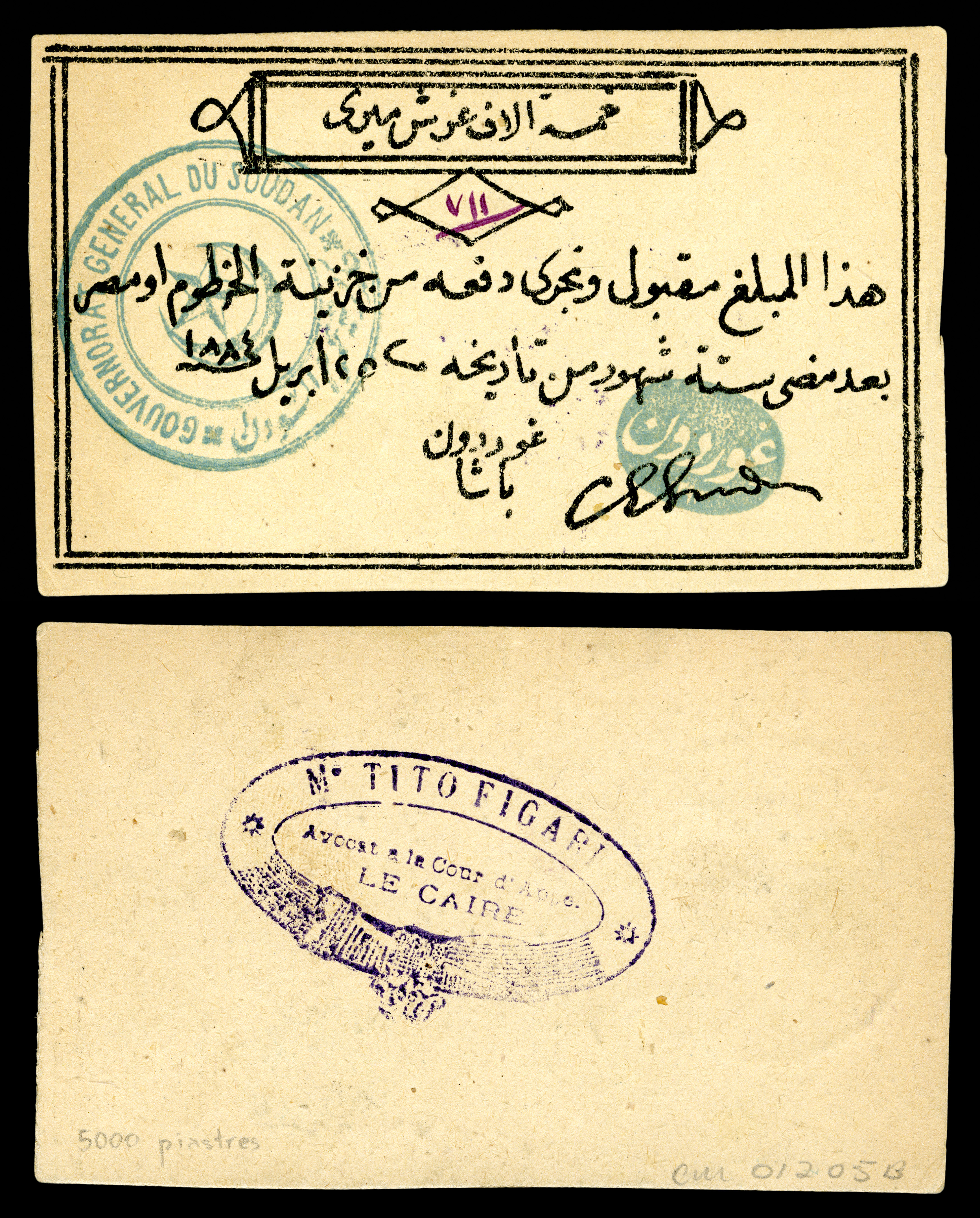
5000 Piaster
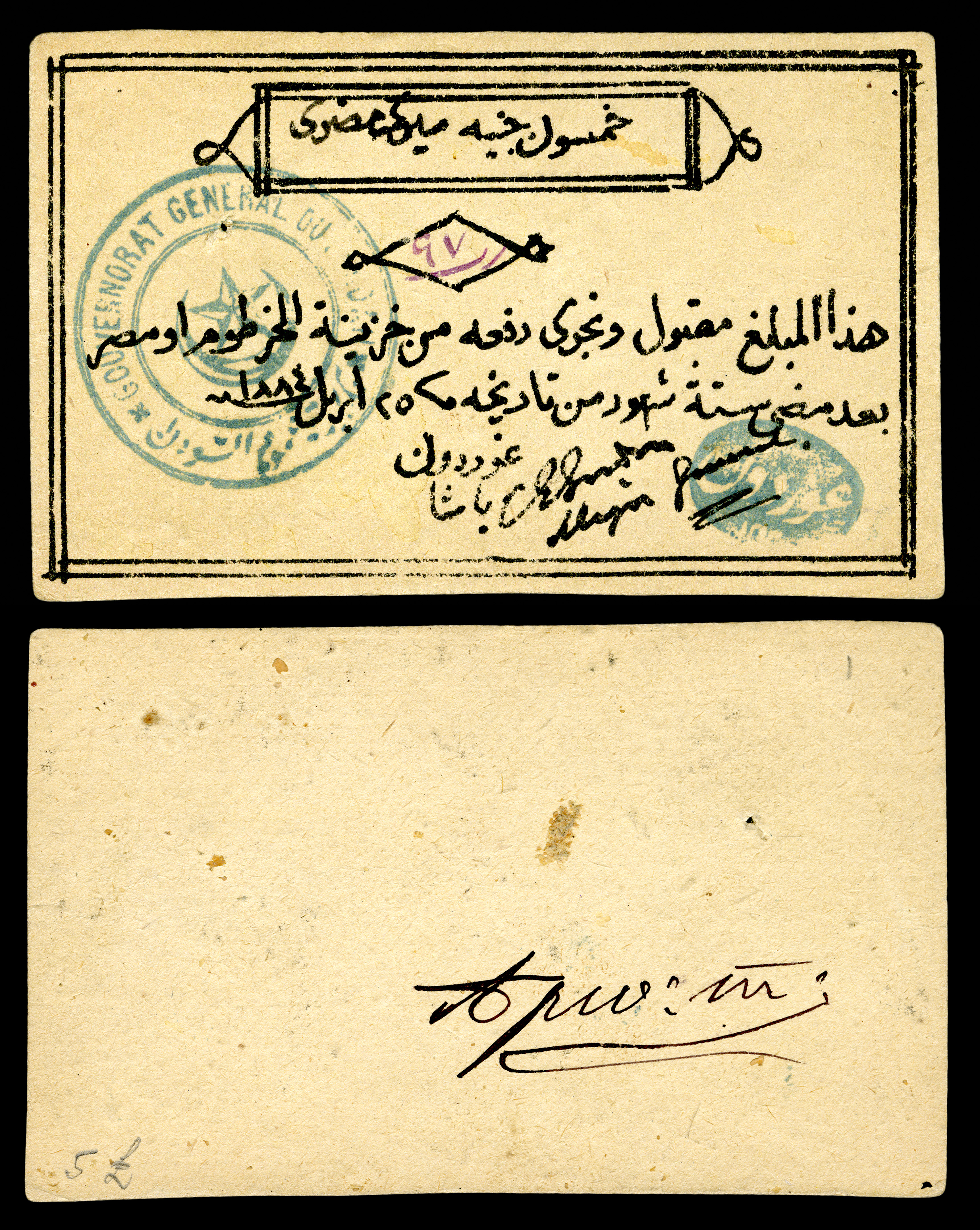
50 Ägyptische Pfund